# 5006-os busz
Az 5006-os busz egy Szeged környéki helyközi autóbuszjárat amely Algyő belterülete és a Rákóczitelepi, Tápairéti tanyák között közlekedik.

## Története
Feltehetően az 1970-es évek óta közlekedik a Tisza Volán nevű busztársaság ,,hajnala" óta. Eredetileg Szegedről indult, a 47-es főúton át Algyőre is betért majd a falut végig járva tovább haladt az Algyői híd felé, azon átkelve egészen az Ady majorig járt, majdnem a Tápai komp átkelőig (innen már csak 1 km-re van a Tiszai átkelőhely). Ezekben az időkben még Algyő Szegedhez tartozott, ezért a falut ellátó buszközlekedés helyi járatnak számított. A buszjáratok zöme Algyőig közlekedett, az algyői járatok száma 32-es volt. Az Ady Majort akkoriban ,,32Y" jelzéssel illeték és naponta háromszor közlekedett az Algyői Általános Iskola tanítási óráinak kezdetéhez és zárásához igazítva. Ezért indult egy járat reggel és délután kétszer. Ez a járat hétvégéken nem közlekedett kivéve vasárnap délután, akkor indult egy járat azon kollégisták számára akik távolabbi városban lévő iskolákban tanultak. Az igazi változások az 1990-es illetve a 2000-es években történtek. Amíg Algyőre Szegedről helyi járatos buszok jártak ezzel együtt értve az Ady majort is, az egész vonalon Szeged helyi buszbérlettel végig lehetett utazni. Algyő leválását követően a faluba közlekedő járatok át lettek minősítve helyközi viszonylattá, ekkor a 32Y jelzést felváltotta az Ady Major felirat. A 2000-es évek elején Algyő belterületéig lehetett használni helyi járatos bérletet és csak ,,Algyő után" a Rákóczitelep felé kellett helyközi bérletet vagy buszjegyet váltani, de 2010 felé haladva korlátozták a helyi bérletet először a ,,Mol körforgalomig" utána pedig Szeged széléig, végül 2013-ban végleg megszüntették a helyi bérletes utazást Algyő felé, ezért a teljes járatra távolsági bérlettel vagy buszjeggyel kell rendelkezni az igénybe vételéhez. 
Útvonal, menetrendi és egyéb változások
Az Ady major buszjárat eredeti útvonala szerinti végállomások Szeged és a Tápairét között voltak. Elindult Szegeden a Mars térről, érintette a Postás művelődési ház, Retek utcai és Budapesti körúti megállóhelyeket majd utána a 47-es főúton Algyőig ment. A főúton megállt minden megállóhelyen, az Algyői Mol körforgalomnál külön betért a Mol központba is. Algyőre a 2. körforgalomnál tért be, az algyői vasútállomásnál. Algyőn végig haladt, érintette a helyi általános iskolát és óvodát is. Algyőt a Halászcsárdánál hagyta el és az Algyői híd után lefordult Nagyfa felé a 4413-as számú főútra. A Nagyfai- és Batidai bekötő utak mellett is elment és végül elérte a Rákóczitelepet. Rákóczitelepet a Csergő telep és végül a Tápairét követte. Tápairéten az Ady majornál volt a végállomása, ott megfordult a busz és szinte azonnal visszaindult és ugyanazon az útvonalon vissza ment Szegedre. 
A 2000-es évek elején megszüntették a Mol központi betérőt, ezt felváltotta az algyői járat ami annyiszor tért be oda egy nap mint az Ady major. 2002. október 25-étől a járatok megállnak Algyőn a Bartók utcán és az újlakótelepen megállóhelyen. 2004. június 9-én helyezték forgalomba Bezdán-tanya megállóhelyet.
2009 végén elég sok változás indult meg a járat életében. Először beiktattak 2 új megállót, Algyőn betért a Radnai utcába, Szegeden pedig a Víztorony térre. Később az Algyő-Szeged közti útvonalat teljesen eltörölték az egyre csökkenő utasszám miatt és a busz innentől kezdve csak Algyő és a külterületek között közlekedik. A Szegedre utazóknak át kell szállniuk a Szeged-Algyő viszonylatra is. Ezt bevezetve először csak az Algyő Nagyközség Önkormányzati épületéig közlekedett, de 2012-ben átadták a falu új ökoiskoláját, innentől a Bartók utcáig járt. 2013-ban a busztársaság bevezette a körjárat alapú buszközlekedést Algyőn, ezért a falun belül a szegedi buszok nem 2 irányba csak egy irányba közlekedtek. Ezzel párhuzamosan az Ady Major már nem a Halászcsárdánál hajtott be a faluba az Algyői híd után, hanem a körforgalomnál és az Ady majort kiegészítették ,,algyői helyi járattá". Persze ez is távolsági busznak számított, de hétköznapokon többször közlekedett Algyő belterületén belül. 2015. június 16-án ezt megszüntették kihasználatlanság miatt és helyre állították a régebbi útvonalakat Algyőn belül az Ady majornak illetve az Algyő-Szeged buszjáratnak is. Így az Ady Major Algyőn belüli útvonala Bartók tér-Téglás utca-Községháza-Óvoda-Csónak utca lett, Algyőt a Halászcsárdánál hagyja el és vissza felé ott is tér be a faluba.2013. február 1-jével megszüntetésre került a vasárnapi buszjárat, ezen kívül lényegi változások a menetrendben nem történtek.
2004 előtt Ikarus 260-as busz, 2004 és 2010 eleje között a járatokat egy Ikarus 415-ös és Ikarus C56-os busz szolgálta ki, azóta változó lett a járaton közlekedtetett buszok típusa.Megjelentek a MAN Lion's Classic, Isuzu Turquiseautóbuszok. 2023-ban selejtezésre került az egyik Ikarus C56-os busz, helyére átmenetileg Credo EC12 érkezett. 2025-ben Volvo B10B-400 típusú autóbusz is közlekedett az útvonalon
2024. augusztus 26 és november 15 között ideiglenesen útvonala az M43-as autópályán vezetett a 4413-as mellékút újjáépítése és teljes útzára miatt. Algyői megállói, útvonala nem változott. Algyőt a halászcsárdánál hagyta el, azonban az Algyői híd helyett, Szeged felé vette az irányt, azonban odáig nem ment el. A 47-es főútról felhajtott az M43-as autópályára Makó irányába és egy szakaszon azonos útvonalon ment a Maroslele/makói (5012/5013, stb.) buszjáratokkal majd a Móra Ferenc hidat elhagyva, Rákóczitelepnél letért az autópályáról. A Halászcsárda és a Rákóczitelepi buszmegállók közötti állomásokat teljes egészében kihagyta. Rákóczitelep és Ady Major közti szakasza a megállókkal változatlan maradt, ahogyan a menetrend is.

## Tulajdonságai
Útvonala Algyő felől Tápai rét felé: Bartók utca-Községháza-Csónak utca-Algyői híd-Farkirét-Rákóczitelep-Csergőtelep-Tápairét

Útvonala Algyő felől Tápai rét felé Augusztus 26-tól: Bartók utca-Községháza-Csónak utca-47-es főút-M43-as-Rákóczitelep lehajtó-Rákóczitelep-Csergőtelep-Tápairét

Útvonala Tápairét felől Algyő felé: Tápairét-Csergőtelep-Rákóczitelep-Farkirét-Algyői híd-Csónak utca-Községháza-Bartók utca

Útvonala Tápairét felől Algyő felé Augusztus 26-tól: Tápairét-Csergőtelep-Rákóczitelep-Rákóczitelep lehajtó-M43-as-47-es főút-Csónak utca-Községháza-Bartók utca

Jellege: Helyközi járat (munkanapokon)

Távolság a 2 végállomás között: 23,4 km

Menetidő a teljes útvonalon: 44 perc, de Augusztus 26-tól ez 41 percre csökken

Egyéb érdekesség, hogy a járatokat egy teljes napig oda-vissza egyetlen buszvezető és jármű szolgálja ki.
Menetrend
Algyő felől Tápairét felé (csak munkanapokon!):
| Indulás Algyő, Bartók utca | Érkezés Ady majorba |
| -------------------------- | ------------------- |
| 06:00                      | 06:44               |
| 13:20                      | 14:04               |
| 16:10                      | 16:54               |

Algyő felől Tápairét felé (csak munkanapokon Augusztus 26-tól!):
| Indulás Algyő, Bartók utca | Érkezés Ady majorba |
| -------------------------- | ------------------- |
| 06:00                      | 06:41               |
| 13:20                      | 14:01               |
| 16:10                      | 16:51               |

Tápairét felől Algyő felé (csak munkanapokon!):
| Indulás Ady majorból | Érkezés Algyő, Bartók utca |
| -------------------- | -------------------------- |
| 06:45                | 07:25                      |
| 14:10                | 14:50                      |
| 17:00                | 17:40                      |

Tápairét felől Algyő felé (csak munkanapokon Augusztus 26-tól!):
| Indulás Ady majorból | Érkezés Algyő, Bartók utca |
| -------------------- | -------------------------- |
| 06:45                | 07:23                      |
| 14:10                | 14:48                      |
| 17:00                | 17:38                      |

## Útvonala videóban
Algyő-Ady major: https://youtu.be/vnPB_fTJD3E?t=1029
Ady major-Algyő: https://www.youtube.com/watch?v=2Ko7VtDqbog